# Carter Bays
Carter Bays (Shaker Heights, Ohio, SAD, 12. kolovoza 1975.), američki filmski redatelj, najpoznatiji po seriji Kako sam upoznao vašu majku koju je osmislio s Craigom Thomasom.

## Raniji život
Carter Loard Bays rodio se 12. kolovoza 1975. u Shaker Heightsu u saveznoj državi Ohio u SAD-u kao sin Marthe Bays i Jamesa C. Baysa. Diplomirao je na Wesleyan Universityu 1997. godine.

## Karijera
Carter Bays bio je scenarist u popularnome talk-showu Late Show with David Letterman.
Zajedno s Craigom Thomasom osmislio je seriju Kako sam upoznao vašu majku koja se snimala od 2005. do 2014. na CBS-u. Carter Bays bio je nominiran za sedam Emmy-a, no osvojio je samo jedan 2009. godine. Seriju i dalje gledaju ljudi širom svijeta.

## Zanimljivosti
- Pjesma u uvodnoj špici serije Kako sam upoznao vašu majku zapravo je dio pjesme "Hey, Beautiful" grupe "The Solids" koju su osmislili Carter Bays i Craig Thomas.